# Apantallamiento electromagnético

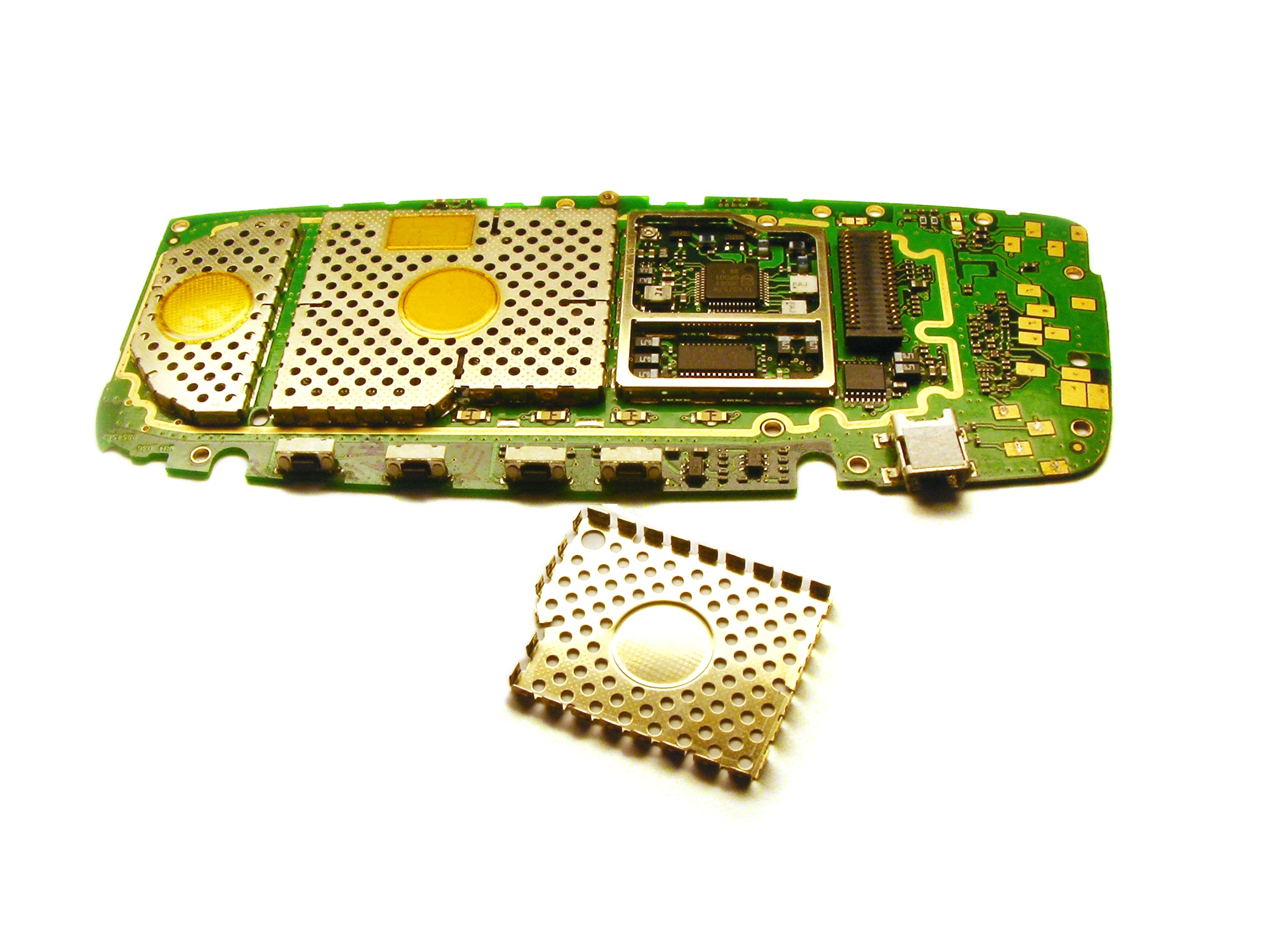
Jaulas de apantallamiento electromagnético contenidas dentro de un circuito electrónico de un teléfono móvil.

Se denomina apantallamiento electromagnético a la práctica de bloquear campos electromagnéticos en un espacio, por medio de barreras hechas de material conductor o magnético. El apantallamiento se realiza a espacios cerrados para aislar dispositivos eléctricos de su alrededor, y a los cables para aislar el conductor del medio ambiente por donde el cable se encuentra instalado. El apantallamiento electromagnético que bloquea radiación electromagnética de radiofrecuencia se conoce como apantallamiento de RF.
El apantallamiento puede reducir el acoplamiento de ondas de radio, campos electromagnéticos y campos electrostáticos. Los encerramientos hechos de material conductivo usados para bloquear campos electrostáticos también se les conoce como jaula de Faraday. La efectividad de la reducción depende mucho del material usado, el tamaño del volumen apantallado y la frecuencia de los campos de interés. Así como el tamaño, forma y orientación de aperturas en una pantalla a un campo electromagnético incidente.

## Materiales usados
El apantallamiento electromagnético se puede realizar con materiales como hojas metálicas, pantallas metálicas y espumas metálicas. Cualquier hueco en la pantalla o malla debe ser más pequeño que la longitud de onda de la radiación que se quiere apantallar. De lo contrario el encerramiento no será efectivo.